# نبرد تبریز (۱۶۱۸)
نبرد تبریز رزمی بود که بین شاه عباس بزرگ و عثمان دوم عثمانی در سال ۱۶۱۸ میلادی برابر با (۹۹۷ خورشیدی) روی داد. در این نبرد ایران به پیروزی رسید و نهایتاً صلح‌نامه‌ای امضا شد. طی صلح حاصل شده با نام عهدنامه سراب دستاوردهای زیر نصیب ایران شد: قبول متصرفات ایران از سوی پادشاهی عثمانی، به رسمیت شناختن حاکمیت ایران بر گرجستان شرقی، ارمنستان شرقی و کل آذربایجان.

## پیش‌زمینه
در سال ۱۵۸۵، هجوم عثمانیان، منجر به اشغال تبریز و سپس عهدنامه فرهاد پاشا گشت. در سال ۱۶۰۳، شاه عباس بزرگ توانست شهر تبریز را در یک نبرد پس بگیرد. سلطان عثمان دوم پادشاه عثمانی که به تازگی بر تخت سلطنت نشسته بود به همراه تاتارهای کریمه و طهمورث خان گرجی که مسبب فتح تفلیس و نبرد گوگجه بود، متحد شده و سپاه بزرگی را در سال  ۱۶۱۸ میلادی برابر با ۹۹۷ خورشیدی به سمت تبریز روانه کردند.

## انتصاب قرچغای خان به حاکمیت تبریز و سپهسالاری جنگ
در این زمان قرچغای خان از سوی شاه عباس بزرگ به عنوان حاکم تبریز منصوب شده بود. قراچقای خان ابتدا از رویارویی با سپاه عثمانی خودداری کرد و مسیر وان به تبریز را به آتش کشید تا سپاه عثمانی دچار گرسنگی شود، سپس در انتظار کمک شاه عباس ماند.

## حرکت شاه عباس از اصفهان به اردبیل
شاه عباس با ارتش خود از پایتخت به اردبیل روانه می‌شود. شاه ایران قصد داشت سپاه عثمانی را به داخل خاک ایران بکشاند. این کار شاه عباس با هدف ته کشیدن آذوقه سپاه عثمانی و کم رنگ کردن قدرت توپخانه و تفنگچی‌های عثمانی با کشیدن آن‌ها به سرزمین‌های کوهستانی بود.

## برخورد دو سپاه در دشت سراب
سرانجام در مسیر تبریز به قزوین در ناحیه‌ای موسوم به دشت سراب، قراچقای خان که حالا از نیروهای تازه نفس شیراز و امامقلی خان حاکم جنوب نیز برخوردار شده بود همان نیرنگ جنگی پیشین و کاربردی شاه عباس را علیه عثمانی‌ها به کار می‌بندد، بدین شکل که ابتدا سواران کمی را به دستور امامقلی خان به سمت تاتارها به رهبری خان کفا فرستاد. این دسته به رغم برتری سنگین سربازان تاتار به شکل نبرد و گریز، جنگ را علیه عثمانی ادامه دادند و قسمت بزرگی از سپاه تاتار را به سوی  اردوی سپاه ایرانی کشاندند و ناگهان به سمت بیابان تظاهر به عقب نشینی کردند. قراچقای خان فرصت را مناسب دید و با چهار دسته از نیروهای خود یورش را به یگان‌های سواره و پیاده تاتار و عثمانی آغاز کرد. به نقل از پیتر دلاواله علی‌رغم تلاش زیاد نیروهای تاتار و عثمانی، کشتار بزرگی از نیروهای تاتار و عثمانی به راه افتاد.

## فرار سپاه عثمانی و تاتار و برخورد دوباره با دو سپاه دیگر ایرانی
نهایتا" تاتارها و عثمانی‌ها میدان جنگ را خالی کرده و گریختند. با وجود این که سپاه خلیل پاشا از لحاظ نفرات و تجهیزات  به شکلی کاملا" بدون استفاده بودند ولی برتری نسبی سپاه ایران باعث خسارت فراوان سپاه عثمانی و تاتار در جنگ شد. در راه بازگشت نیروهای عثمانی و تاتار و در مسیر تبریز و اردبیل با دو سپاه ایرانی (سپاه شاه عباس و قراچقای) برخورد کردند. فرماندهان عثمانی ادامه جنگ را بی‌فایده دانستند و با هدف برقراری صلح، سفیر خود را به اردبیل نزد شاه عباس فرستادند.

## صلح
ترک‌های عثمانی  که از سوی شاه عثمان دوم دستور داشتند تا به صلح رسمی برسند یا به جنگ ادامه دهند عاقبت با قبول شرایط سخت ایران آتش بس را پذیرفتند و شاه عباس یکم نیز در ازای خودداری آن‌ها از تخریب مسیر بازگشت، اجازه خروج از ایران را به آن‌ها داد. طی صلح حاصل شده با نام عهدنامه سراب دستاوردهای زیر نصیب ایران شد: قبول متصرفات ایران از سوی پادشاهی عثمانی، به رسمیت شناختن حاکمیت ایران بر گرجستان شرقی، ارمنستان شرقی، کل آذربایجان.